# علي بن أحمد بن بكري
علي بن أحمد بن بكري وقيل إن اسمه: علي بن عمر بن أحمد بن عبد الباقي بن بكري. ويكنى أبو الحسن، وكان يشغل منصب خازن دار الكتب في المدرسة النظامية، وكان رجلاً فاضلاً جيد الخط ولهُ مؤلفات كثيرة، وهو من أهل باب الأزج  ببغداد، ولهُ معرفة باللغة والنحو والأدب، قرأ النحو على أبي السعادات ابن الشجري. وقرأ اللغة على أبي منصور الجواليقي، وغيره.

## وفاته
توفي في بغداد في يوم 18 رمضان عام 575 هـ/16 شباط 1180م، ودفن في المقبرة الوردية.